# Саличето Буцалино (Модена)
Саличето Буцалино је насеље у Италији у округу Модена, региону Емилија-Ромања.
Према процени из 2011. у насељу је живело 413 становника. Насеље се налази на надморској висини од 34 м.